# 广府太极传奇
《广府太极传奇》（英語：Guangfu Tai Chi）是一部2010年首播的中国大陆民国传奇剧，由北京太空国际影视文化传媒有限公司和河北电影电视剧制作中心联合出品，曹荣执导，并由黄圣依、谭耀文、杨子、罗家英、秦丽及曹荣本人领衔主演。全剧以民国时期为背景，讲述了身为太极拳宗师之女的女主人公在乱世中继承拳业，将太极拳发扬光大的事迹。
本剧于2007年8月23日在杨氏太极拳的发源地——河北省永年县的广府城正式开机拍摄，同年12月17日杀青关机。2010年7月27日，本剧在中央电视台综合频道（CCTV-1）十点档全国首播。

## 剧情
该剧讲述河北广府古城的太极拳宗师杨天成之女杨玉英传承其太极拳，并且发扬光大的故事。

## 演出
| 演员   | 角色   | 备注 |
| 罗家英 | 杨天成 |      |
| 黄圣依 | 杨玉英 |      |
| 谭耀文 | 严振国 |      |
| 杨子   | 许文华 |      |
| 秦丽   | 杨玉岚 |      |
| 曹荣   | 通应   |      |
| 李玉龙 | 严仲乾 |      |
| 黑子   | 巴爷   |      |
| 张钧涵 | 石锁   |      |
| 姚中华 | 春兰   |      |
| 王少君 | 东樱   |      |

## 幕后
该剧里，黄圣依和秦丽出演的女角色爱上了同一个男人，上演“三角恋”。
2011年，该剧荣获“五个一工程”奖。
该剧播出之后，催发了广府的旅游热。